# Nicolas Jacquier
Nicolas Jacquier (auch Nicolaus Jaquerius, Nicolaus Jacquier, Nikolaus Jaquier, Nicholas Jacquier, Nikolaus Jacquier; † 1472 in Lille) war ein französischer Dominikaner und Inquisitor. Er wurde bekannt als Hexentheoretiker.

## Leben
Jacquier nahm seit 1432 am Basler Konzil teil, wo er im Mai 1440 sogar als Mitglied der deputatio fidei erscheint. In Arras erlebte er 1459 die Verfolgung der Vaudois (Waldenser) mit. 1464 lebte er im Dominikanerkonvent von Lille. Er ging 1465 in Tournai, 1466 bis 1468 in Böhmen als Inquisitor gegen Ketzer vor. 1468 ist er wieder als Inquisitor in Lille belegt. 
Jacquier erklärte in seiner Schrift Flagellum haereticorum fascinariorum, die im Text selbst 1458 datiert ist und erstmals 1581 gedruckt wurde, das Hexenwesen als Häresie und rechtfertigte so die Hexenverfolgung. 
In seinem Buch gibt er zur Abschreckung Andersdenkender das Schuldbekenntnis des Benediktinermönches Edelin (auch: de Line, Magister Guilhelmus) wieder. Dieser hatte sich gegen den Hexenwahn ausgesprochen und behauptet, dass Zauberflug und Ketzersabbat nur auf Einbildung beruhen. Edelin wurde 1453 in Évreux in einem Ketzerprozess verurteilt. Sein Andenken blieb unvergessen, denn die Hexenjäger im Gefolge von Jacquier bedrohten in vielen Ländern Gleichgesinnte mit einem ähnlichen Schicksal.
In seinem Buch „Ketzergeißel“ beklagt sich Jacquier über die Widerstände, auf die die Inquisitoren stießen. „Sehr viele Menschen behaupteten, dass der Teufelssabbat nur ein täuschender Traum sei... Der Teufel könne den (auf dem Teufelssabbat) versammelten Spießgesellen dort doch auch Trugbilder von unschuldigen und nichtsahnenden Personen vorgaukeln, die in Wirklichkeit gar nicht zugegen seien; deshalb sei die Anzeige eines Angeklagten, dass er diesen oder jenen Bekannten auf dem Ketzersabbat gesehen habe, nicht beweiskräftig.“ 
Durch diesen Einwand sei die Verfolgung der Zaubersekte in Frage gestellt. Deshalb empfahl Jacquier: „Sagt der von Mitschuldigen Bezichtigte, der Teufel habe nur sein Scheinbild erscheinen lassen, so erwidere man ihm, der Teufel habe dies nicht ohne die Erlaubnis Gottes tun können.“ Hiergegen könne der Bezichtigte nichts vorbringen.
Jacquier beklagt sich in seinem Buch „Ketzergeißel“ vor allem über Geistliche, die sich der Inquisition entgegenstellen. Dies bezog sich vor allem auf die nördlichen Provinzen Frankreichs. 
Durch das Eingreifen des Königs von Frankreich und einen Spruch des Parlaments in Paris 1491 scheiterten Jacquier und die Ketzerverfolgung in Arras. 

## Werke
- Flagellum haereticorum fascinariorum (wörtliche Übersetzung: Geißel der ketzerischen Banden; 1458, gedruckt erstmals 1581 in Frankfurt am Main)
- Daneben verfasste er handschriftlich überlieferte theologische Traktate.